# 山本欽作
山本 欽作 （やまもと きんさく、1862年7月3日 - ?）は、日本の柔術家である。
戸塚派楊心流柔術の免許皆伝であり、明治時代に警視庁柔術世話係や大日本武徳会柔道範士などを務めた。

## 経歴

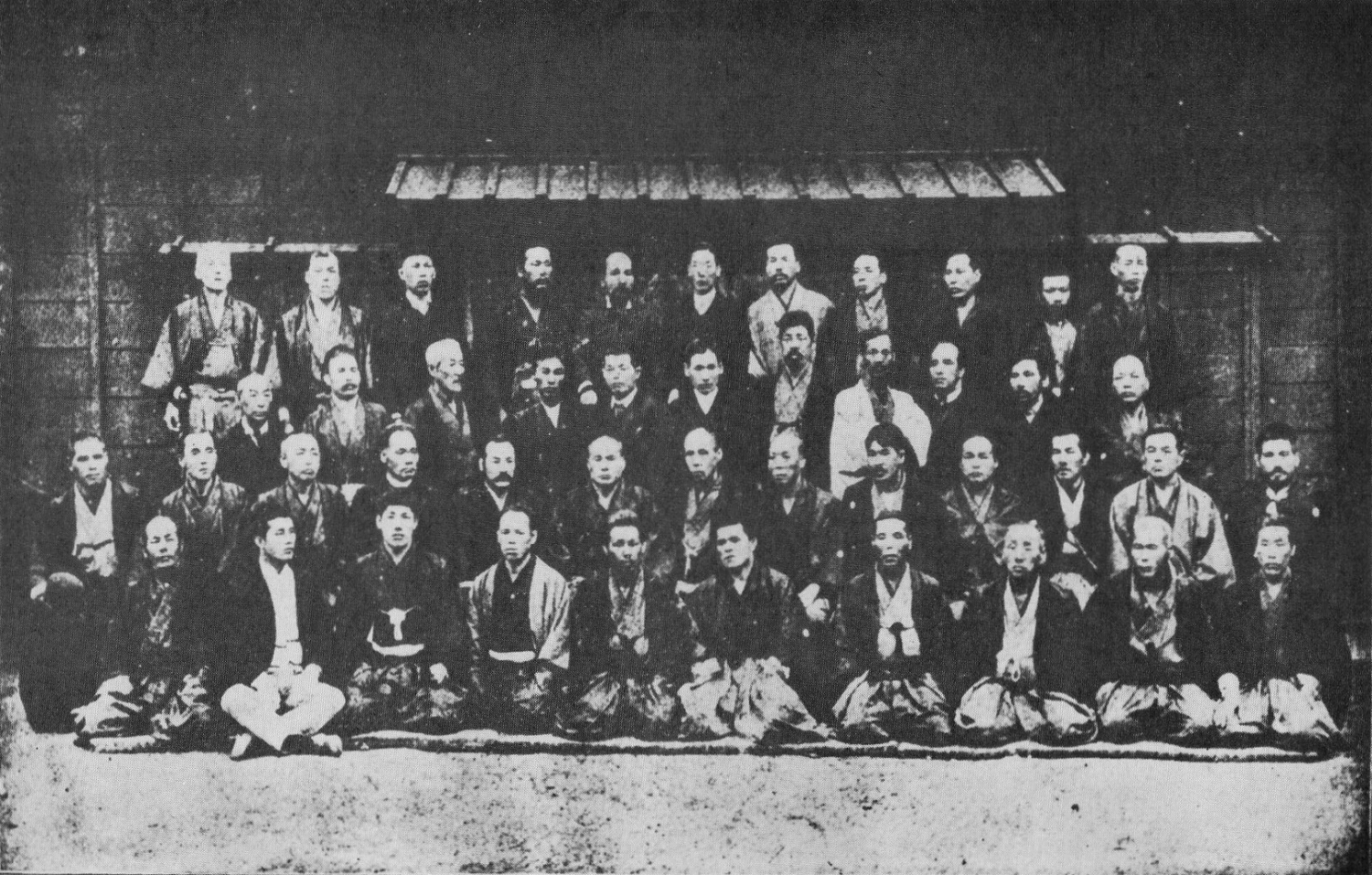
1888年（明治21年）ごろの警視庁武術世話掛
三列中央が山本欽作

1862年（文久2年）に千葉県長生郡茂原町で生まれる。
1883年（明治16年）楊心古流に入門して戸塚彦介から柔術を学んだ。1885年10月（明治18年）千葉監獄の看守となった。
1886年（明治19年）戸塚彦介が死去したことにより、後継者の戸塚英美から学ぶ。
1888年3月（明治21年）千葉監獄看守長代理となった。1888年6月（明治21年）戸塚英美から免許皆伝を受けた。
1889年（明治22年）に警視庁柔術世話係となった。1890年（明治23年）から1892年（明治25年）まで東京法学院に入って法律を学んだ。1893年（明治26年）に本所区松阪町に道場を開き民間に柔術を教授した。1895年（明治28年）から海軍予備学校の柔術教授を嘱託した。1902年（明治35年）より攻玉社中学校柔術教授師となった。
1902年12月13日（明治35年）本所相生町3丁目24番地に講武館と称する道場を開設した。
1923年6月1日（大正12年）大日本武徳会の柔道範士となった。

主な弟子に講道館柔道九段となった神田久太郎や文鎮刈という投技を以って名を馳せた長男の山本昇などがいる。
息子の山本昇は、山本欽作の許可なく講道館に出入りしていたので一時勘当されていた。

## 田辺又右衛門との試合
スポーツタイムスに掲載された不遷流の田辺又右衛門の回想に山本欽作が登場している。
1892年（明治25年）田辺又右衛門は和泉橋警察署教授の山本欽作と麻布警察署の道場で試合をすることになった。
礼をして立ち上がると共に山本欽作の掛けた払い足がかなり効いて田辺はスッポリ放り出された。これにより、いくつかの歩を取られた。田辺は返礼で体落を掛けて引き倒し上になって攻め絞技が首に掛かりあと一息で止めを刺そうとしているところ、審判が「よしそれまで。先の投げ技の歩が後の絞め技の歩で消えた。それで勝負なしの引き分け。」という宣告を下した。田辺は絞めが効いて参りかけた所を途中で止めさせて歩に取ろうというの無理な話であり、当時の警視庁では投二本と逆絞一本を同等とする規定となっていることから絞の方を重く見なければならないと思った。もし両者を同格としても今まさに一本となるところを中止させて歩に計算するというのは何としても無理であると考えた。しかし、山本欽作は講道館柔道ではなかったため敵愾心も起こらずムカつきもせず平気で引き下がることができたと記している。

## 山本欽作と神田久太郎
講道館九段で全日本選士権大会や明治神宮競技大会柔道競技で優勝したこともある神田久太郎は元は山本欽作の弟子であり、大日本武徳会柔道三段まで戸塚派楊心流の指導を受けていた。
神田は二段頃まで内股や跳腰が好きであったが自分より相当大きい者には思うように掛からないことから、大男に対する技の必要性を感じ山本欽作に教えを請うた。山本欽作から大きい者に対する技の研究は必要であり絹担・朽木倒・巴投・背負投・寝技を研究してやってみろと言われ、絹担・朽木倒・巴投・寝技を一つの技を一か月に五百回練習してみた。その結果一年くらいで絹担・朽木倒・巴投を得意技として三段頃からやれるようになった。講道館柔道に入った後も絹担は肩車、朽木倒は諸手刈となり神田久太郎の得意技となった。

### 神田久太郎の肩車
神田の修行時代は武徳会の大会・町道場・学校の試合等で跳腰や足払とか種々の技を以て試合しているのを見たが肩車で相手を投げて勝ったのは見たことがなかったという。形には立派にあるが試合で見ることができないのは多数の修行者に研究されていないからで、これを研究して得意技にしてみようと1915年（大正4年）千葉県武徳会大会の時に思い立った。山本欽作に起倒流の絹担を説明されてから、肩車で失敗したら絹担に変化すればいいと感じ肩車が試合に有利であると思い練習を始めた。

### 神田久太郎の朽木倒
神田は自分より大きい相手を組む前に投げる技はないかと各流派の文献を見たり古流の先生に聞いたりした結果、戸塚派楊心流に朽木倒という技がある事を知った。1917年（大正6年）千葉県武徳会支部大会で群馬県の関口孝五郎に伺ったところ、「君の先生である山本欣作範士がよくご存知の筈だからお伺いしてみるがよい」と言われた。大会翌日、山本欽作に戸塚派楊心流の朽木倒しの技の要領を聞いたところ直ちに実技を教えてもらった。戸塚派楊心流の朽木倒は、相手と組もうとする瞬間に両手で臀部辺りから膝裏付近まで刈り真後ろに倒す技であった。神田は山本欽作から寝技も相当やるから朽木倒しを自分の持ち技としてやれば寝技に変化することも容易であり、対手を掴まずに投げる技がないか空想を懐いていたが空想実現に一歩近づくことができるかもしれないから大いに研究するように勧められた。
これを持ち技にするため約二年程熱心に工夫研究し練習してみたところ、試合で使えば稽古以上に効果があることに気づき得意技の1つとする事に決めた。
後、講道館の嘉納治五郎に朽木倒について話したところ嘉納もこの技についてよく知っていた。神田は朽木倒という名前は柔道に相応しくないから双手刈としたいと意見を言った。嘉納は今日道場で稽古して見せて双手刈の名称に相応しかったら講道館の技として認めると言い、神田は本田存とともに双手刈を数名の者と稽古試合をした。実際よく効く技でで今後双手刈を講道館の技として採用しようという話になり、講道館柔道の技として1925年12月（大正14年）に認められた。

## 賊を背負い投げ
1901年3月18日（明治34年）に神田表神保町一番地に住んでいる本所警察署の柔術師範役の山本欽作の家へ一名の賊が侵入し懐中時計その他二三点を窃取して逃げ去ろうとした。しかし山本欽作に見つかり錦町三丁目まで追いかけられた。賊は振り返り「汝いい加減にしないと息の根を止めるぞ。」と抵抗したので山本欽作は笑いながら組み付いて三間ばかり先へ背負投で倒して気絶させ活を入れて神田警察署へ引致した。

## 講道館からの評価
講道館四天王の横山作次郎がイギリス人柔道家のアーネスト・ジョン・ハリソンに語った話によると、講道館柔道有段者に匹敵する柔術家として三人挙げられており、五段に等しいのが竹内流の今井行太郎、四段に定められるのが不遷流の田辺又右衛門、楊心古流の山本欽作としている。